# Marshall Field's Wholesale Store
Il Marshall Field's Wholesale Store, a Chicago, Illinois, a volte indicato come Marshall Field's Warehouse Store, era un edificio di sette piani progettato da Henry Hobson Richardson. Destinato all'attività all'ingrosso del grande magazzino omonimo di Field, aprì il 20 giugno 1887 comprendendo l'isolato delimitato da Quincy, Franklin, Adams e Wells Street, vicino al Chicago Board of Trade Building.

## Architettura
L'edificio fu commissionato nel 1885 dal leggendario commerciante Marshall Field. H.H. Richardson era rinomato per i suoi disegni in stile revival romanico, a cui aveva dato il nome Romanico Richardsoniano. Il Marshall Field Store dimostrava la sua capacità di adattare questo stile a un moderno edificio commerciale. L'edificio era sostenuto da un'intelaiatura interna di legno e ferro ed era rivestito da un bugnato esterno in pietra che gli conferiva l'aspetto di un palazzo romanico italiano. Il disegno esterno, in cui le finestre erano contenute tra massicci archi romanici, dava l'impressione che l'edificio avesse quattro livelli, ma in realtà erano sette piani e un seminterrato. I grandi archi consentivano elementi strutturali più sottili tra di loro e un maggiore spazio finestra rispetto a se le finestre fossero state incastonate nella muratura solida.
Marshall Field and Company chiuse l'edificio nel 1930, dopo l'apertura del Merchandise Mart, allora il più grande edificio del mondo, nel quale aveva consolidato tutte le attività all'ingrosso dell'azienda sotto un unico tetto. Il negozio all'ingrosso venne demolito più tardi nello stesso anno.